# Avtovağzal (Metro de Bakú)
Avtovağzal (tdl. ‘Estación de autobuses’) es una estación del Metro de Bakú. Se inauguró el 19 de abril de 2016, conectando la Estación Internacional de Bus de Bakú a la red de metro.